# Wretch 32
v
Wretch 32, pseudonimo di Jermaine Scott (Tottenham, 9 marzo 1985), è un rapper britannico.

## Biografia
Cresciuto a Tottenham, Londra come figlio del DJ reggae Tiverton Estate, in precedenza Wretch 32 è stato un membro del collettivo grime "Combination Chain Gang", prima di formare The Movement con Scorcher, Ghetts, Devlin e Mercston. Il mondo e la comunità di internet, oltre che l'industria musicale britannica hanno iniziato ad accorgersi di Wretch 32, quando gli fu data l'opportunità di apparire su RMC TV Artist Spotlight nel 2005. Nello stesso periodo fu realizzato sempre per RMC TV Needless Beef, un cortometraggio basato sulla vita di strada britannica con protagonista Wretch 32. Il cortometraggio successivamente ispirò la serie Dubplate di MTV.
Nel gennaio 2011 Wretch 32 ha pubblicato il suo primo singolo Traktor. Il suo secondo singolo Unorthodox è arrivato al primo posto della classifica Official R&B Chart, mentre il terzo Don't Go è arrivato in vetta alla classifica dei singoli più venduti nel Regno Unito. Ad agosto è stato pubblicato dalla Ministry of Sound Black and White, il suo album di esordio, che ha raggiunto la vetta della Official R&B Chart.
Durante gli Mp3 Music Awards 2009 è stata annunciata una nomination di Wretch 32 in una categoria e Channel U / Channel AKA pubblicò la storia, l'anno seguente, la BBC ha annunciato la candidatura di Wretch 32 anche per l'annuale sondaggio Sound of 2011 mentre MTV gli ha assegnato una nomination per l'MTV Brand New 2011.

## Discografia

### Album studio
- 2008 - Wretchrospective[13][14]
- 2011 - Black and White
- 2025 - Home?

### Mixtape
- 2006 - Learn from My Mixtape
- 2007 - Teachers Training Day
- 2008 - Verses 3 and 2 Chapter Wretch
- 2009 - Wretch32.com
- 2010 - More Fun! [Wretch 32 + Chipmunk]

### Singoli
- 2011 - Traktor (featuring L)
- 2011 - Unorthodox (featuring Example)
- 2011 - Don't Go (featuring Josh Kumra)
- 2011 - Forgiveness (featuring Etta Bond)
- 2012 - Hush Little Baby (featuring Ed Sheeran)